# Трахелоспермум
Трахелоспермум (лат. Trachelospermum) — небольшой род семейства Кутровые (Apocynaceae), включающий 9 подтвержденных видов, произрастающих в тропических и субтропических регионах Азии. Трахелоспермум жасминовидный («звездчатый жасмин») широко культивируется в качестве декоративного растения открытого грунта и в горшочной культуре, трахелоспермум азиатский  выращивается в качестве садовой лианы в регионах с достаточно тёплым климатом.

## Название
Научное латинское родовое название Trachelospermum образовано от корней др.-греч. τράχηλος (trákhālos — «шея») и др.-греч. σπέρμα (spérma — «семя») и дано по D-образной форме семян, имеющих асимметричную выпуклость в форме гортани или зоба.
Русскоязычное название является транскрипцией латинского.

## Ботаническое описание[6]
Многолетние одревесневающие лианы длиной до 12 м с белым млечным соком.
Листья супротивные. Соцветия верхушечные, цимозные, на выраженных цветоножках.
Чашечка маленькая с глубоко рассечёнными долями с зубчатыми концами. В основании имеется 5-10 железок.
Венчик с лепестками, в нижней части сросшимися в длинную узкую трубку, в верхней части разделёнными и отогнутыми под углом 90° (напоминают цветок флокса метельчатого). Трубка пятигранная, расширенная в месте присоединения тычинок и суженная в области «глазка». Верхние отогнутые доли лепестков от перекрывающихся до прилежащих. Окраска белая, жёлтая или желтоватая.
Тычинки соединяются с трубкой на разном уровне, пыльники стреловидные, приближенные к рыльцу пестика. Столбик пестика короткий, рыльце коническое. Завязи две, c многочисленными семяпочками в каждой.
Плодов по два, линейной или веретенообразной формы, расходящиеся или параллельные. Семена линейно-овальные, без «клюва». 

## Распространение и экология
Природный ареал рода охватывает регионы тропической и субтропической Азии. Растения встречаются на территории Индии, Бангладеш, Китая, Японии, Кореие, Лаоса, Малайзии, Бирмы, Непала, Пакистана, Суматры, Таиланда, Вьетнама, Филиппин, Борнео, Явы.

## Классификация

### Таксономическое положение[3]
Trachelospermum  Lem., 1851, Jard. Fleur. 1: t. 61
Род Трахелоспермум относится к семейству Кутровые (Apocynaceae) порядка Горечавкоцветные (Gentianales). Кладограмма в соответствии с Системой APG IV:
|  |                                      |  |                                   |                                   |                    |  | ещё 4 семейств |               |                    |                                                               |
|  |                                      |  |                                   |                                   |                    |  |                |               |                    | 9 подтвержденных видов и 11 таксонов, ожидающих подтверждения |
|  |                                      |  |                                   | порядок Горечавкоцветные          |                    |  |                |               | род Трахелоспермум |                                                               |
|  |                                      |  |                                   | порядок Горечавкоцветные          |                    |  |                |               | род Трахелоспермум |                                                               |
|  | отдел Цветковые, или Покрытосеменные |  |                                   |                                   | семейство Кутровые |  |                |               |                    |                                                               |
|  | отдел Цветковые, или Покрытосеменные |  |                                   |                                   |                    |  |                |               |                    |                                                               |
|  |                                      |  | ещё 63 порядка цветковых растений | ещё 63 порядка цветковых растений |                    |  |                | ещё 380 родов | ещё 380 родов      |                                                               |
|  |                                      |  |                                   | ещё 63 порядка цветковых растений |                    |  |                |               | ещё 380 родов      |                                                               |

### Виды
- В статусе подтвержденных
  - Trachelospermum asiaticum  Nakai — Трахелоспермум азиатский
  - Trachelospermum assamense Woodson
  - Trachelospermum axillare Hook.f.
  - Trachelospermum brevistylum Hand.-Mazz.
  - Trachelospermum dunnii H.Lév.
  - Trachelospermum inflatum (Blume) Pierre ex Pichon
  - Trachelospermum jasminoides (Lindl.) Lem. — Трахелоспермум жасминовидный
  - Trachelospermum lucidum K.Schum.
  - Trachelospermum vanoverberghii Merr.

- В статусе ожидающих подтверждения
  - Trachelospermum asiaticum var. glabrum Nakai
  - Trachelospermum asiaticum var. intermedium Nakai
  - Trachelospermum asiaticum var. majus (Nakai) Ohwi
  - Trachelospermum asiaticum var. oblanceolatum Nakai
  - Trachelospermum asiaticum var. pubescens Nakai
  - Trachelospermum cunisii King & Gamble
  - Trachelospermum gracilipes var. cavaleriei (H.Lév.) C.K.Schneid.
  - Trachelospermum kuraruense Masam.
  - Trachelospermum philippinensis Elmer
  - Trachelospermum speciosum Hort. Berol ex Leonhard
  - Trachelospermum tulinense S.S.Ying